# Кампано, Пьетро
Пьетро Кампано (Pietro Campano, O.S.B.Cas., также известный как Petrus Comes Campanus; его фамилию иногда пишут как Conte, Conti) — католический церковный деятель XIII века. Аббат монастыря Монтекассино. На консистории 1216 года был провозглашен кардиналом-священником с титулом церкви Сан-Лоренцо-ин-Дамазо. Участвовал в выборах папы 1216 года (Гонорий III). Принимал императора Оттона IV в Монтекассино.